# أذين أيسر
الأذين الأيسر (بالإنجليزية: Left atrium)‏ هو أحد أربع حجرات في القلب البشري يستقبل الدم المحمل بالأكسجين من الأوردة الرئوية ويضخه إلى البطين الأيسر, عبر الصمام التاجي. الأذين يساهم في المقام الأول بتسهيل عملية الدوران وذلك بالسماح بالتدفق الوريدي غير المنقطع إلى القلب، مانعاً التدفق الوريدي المتقطع الذي يمكن أن يحصل عند كل انقباض بطيني.

## الحجم
|                        | النساء | الرجال |
| القطر (مم)             | 27-38  | 30–40  |
| الحجم (مل)             | 22–52  | 18–58  |
| الحجم/م س ج (مل/م2)    | 16–28  | 16–28  |
| م س ج= مساحة سطح الجسم |        |        |

## الثقبة البيضوية
هناك ثقبة بيضوية بين الأذينين الأيمن والأيسر عند الجنين. بعد الولادة، من المفترض أن تُغلق. إن لم تغلق, يعتبر هذا عيباً في الحاجز الأذيني. عند الجنين، الأذين الأيمن يضخ الدم إلى الأذين الأيسر، متجاوزاً الدوران الرئوي (والذي يعتبر عديم الفائدة عند الجنين). عند البالغين، عيب الحاجز قد يؤدي إلى التدفق في الاتجاه المعاكس، من الأذين الأيسر غلى الأيمن- الذي قد يقلل الناتج القلبي، مسبباً احتمالية قصور قلبي، وفي الحالات الحادة أو غير المعالجة يؤدي إلى الموت.

## إمداد الدم
الأذين الأيسر يغذى بشكل رئيسي بوساطة الشريان التاجي المنعكس الأيسر, على الرغم من الفروع تكون صغيرة جداً ومن الصعب تحديدها في قلب الإنسان، ولم يتم تسميتها.
الوريد المائل للأذين الأيسر يعتبر مسؤول بشكل جزئي عن التصريف الوريدي.

## الحيوانات
الكثير من الحيوانات الأخرى بما فيهم الثدييات لديهم أيضاً أربع حجرات قلبية, ولديهم أذين أيسر. ويكون العمل في هذه الحيوانات مشابه. بعض الحيوانات (البرمائيات والزواحف) لديهم ثلاث حجرات قلبية، حيث الدم في في كل أذين يختلط في بطين واحد, ثم يضخ البطين الدم إلى الشريان الأبهر. في هذه الحيوانات، الأذين الأيسر لايزال يقوم بدوره في جمع الدم من الأوردة الرئوية.

## صور إضافية

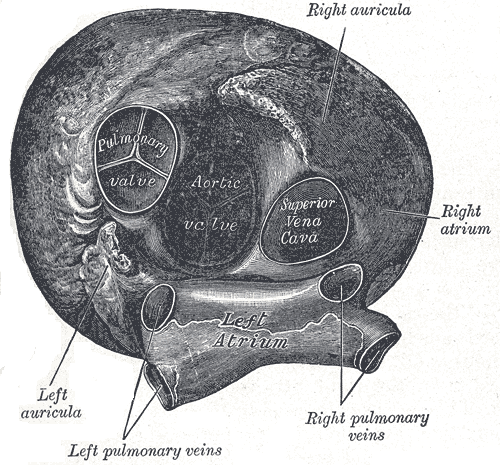
القلب من الأعلى.
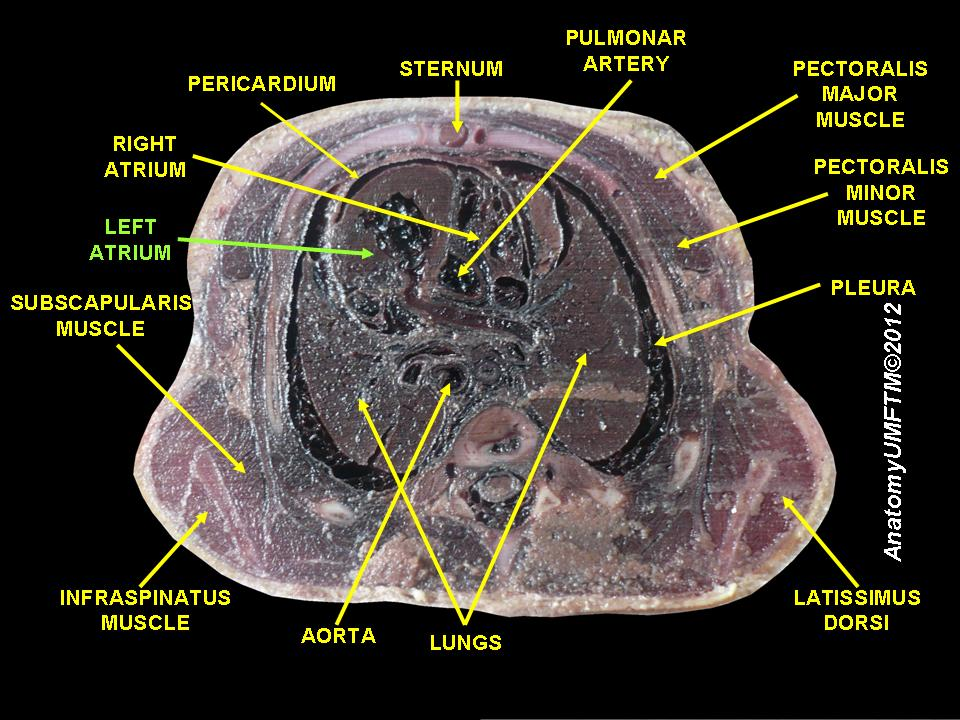
الأذين الأيسر